# Elia Viviani
Elia Viviani (født 7. februar 1989 i Isola della Scala) er en italiensk cykelrytter, som cykler for det professionelle cykelhold Lotto.
Han tog guld under Sommer-OL 2016 i omnium.

## Meritter

### Landevej
2009
Popolarissima di Treviso
2010
Etape 7b i Vuelta a Cuba
Popolarissima di Treviso
7. etape i Tyrkiet Rundt
Marco Pantani Memorial
Binche – Tournai – Binche
2011
GP Costa degli Etruschi
Tour de Mumbai I
1. etape i Slovenien Rundt
GP Nobili Rubinetterie Coppa Città di Stresa
4. og 5. etape USA Pro Cycling Challenge
2. etape i Giro di Padania
4. etape i Tour of Beijing
2012
6. etape i Tour de San Luis
GP Costa degli Etruschi
Samlet + 1. og 2. etape, Giro della Provincia di Reggio Calabria
2. etape, Settimana Internazionale di Coppi e Bartali
1. etape, Tour of Beijing
2013
2. etape, Critérium du Dauphiné
Samlet + 2. og 3. etape, Tour of Elk Grove
Dutch Food Valley Classic
1. etape, Tour of Britain
2014
3. etape, Settimana Internazionale di Coppi e Bartali
5. og 7. etape, Tyrkiet Rundt
4. etape, Slovenien Rundt
Coppa Bernocchi
2015
2. etape, Dubai Tour
2. etape, Giro d'Italia
1. etape, Eneco Tour
1., 3. og 8. etape, Tour of Britain
2. og 4. etape, Abu Dhabi Tour
2016
2. etape, Dubai Tour
2. etape, Tre dage ved Panne
2017
3. etape, Romandiet Rundt
2. etape, Route du Sud
1. og 3. etape, Østrig Rundt